# 札幌・東京フリーきっぷ
札幌・東京フリーきっぷとは、北海道旅客鉄道（JR北海道）が発売する特別企画乗車券である。2010年12月4日以降使用開始となる「東京往復割引切符」についても併記する。

## 概要

### 2010年12月3日まで
- 札幌市内発（6日間有効）がある。価格は29,500円。小児は半額。
- 発駅からフリー区間内までは、東北新幹線及び、東北本線・津軽海峡線・函館本線・室蘭本線・千歳線経由の特急・急行列車の普通車指定席、または「北斗星」のB寝台車（個室寝台を除く）が利用できる。ただし、途中駅で「北斗星」と新幹線・在来線特急列車を乗り継ぐことはできない。また、急行「はまなす」のB寝台車も利用できない。
- 経路は東北本線・東北新幹線限定。ただし「北斗星」利用の場合に限り、青い森鉄道・IGRいわて銀河鉄道経由での乗車も可能。
- フリー区間内までは途中下車できない。フリー区間内では普通列車の普通車自由席が乗り放題となる。
- 4月27日〜5月6日、8月11日〜8月20日、12月28日〜1月6日は利用できない。

### 2010年12月4日以降
- 名称が「東京往復割引切符」に変更となる。
- 札幌市内発（6日間有効）と函館発（6日間有効）がある。価格は札幌市内発が14,500円、函館発が12,000円。小児は半額。
- 本きっぷには特急料金は含まれていないため、新幹線・特急・急行列車を利用する場合は特急・急行料金が必要。（札幌から新幹線はやて号・特急利用の際は片道あたり9,100円[通常期]必要。）
- 寝台列車（北斗星）を利用の場合は、特急料金・寝台料金の他に、青い森鉄道・IGRいわて銀河鉄道の運賃（片道あたり5,330円）が別途必要。
- 特急・急行・寝台料金別払い方式となったため、グリーン車、急行はまなすのB寝台の利用や、北斗星から新幹線・在来線特急の乗り継ぎは、特急・急行券やグリーン券・寝台券などを購入すると利用可能になった。
- フリー区間内までは途中下車できない。フリー区間内では普通列車の普通車自由席が乗り放題となる。
- 札幌市内発は札幌市内-長万部間は小樽・倶知安経由の函館本線と苫小牧・東室蘭経由の千歳線・室蘭本線のどちらかの経路の利用ができる。
- 利用制限期間はなく、通年利用できる。

## フリーエリア
- 東海道本線：東京駅〜大船駅間
- 横須賀線：全線
- 総武本線：東京駅〜佐倉駅間、御茶ノ水駅〜錦糸町駅間
- 中央本線：神田駅〜代々木駅間、新宿駅〜高尾駅間
- 東北本線：東京駅〜大宮駅間（尾久駅、埼京線運転区間を含む）
- 常磐線：日暮里駅〜取手駅間
- 成田線：佐倉駅〜成田駅間、成田駅〜我孫子駅間
- 外房線：千葉駅〜蘇我駅間
- 山手線：全線
- 根岸線：全線
- 京葉線：全線
- 武蔵野線：全線
- 赤羽線：全線
- 南武線：全線
- 鶴見線：全線
- 横浜線：全線
- 青梅線：全線
- 五日市線：全線
- 八高線：八王子駅〜拝島駅間
- 東京モノレール羽田線：全線
- 東京臨海高速鉄道りんかい線：全線

※東北・上越新幹線の東京〜大宮間は新幹線特急券を別途購入することで利用可能。

※東海道新幹線は一切利用できない。

## 沿革
- 2016年3月16日 - 北海道新幹線開業に伴い、この日をもって、発売終了。
- 2016年3月21日 - この日をもって、利用終了。これは、同日をもって、津軽海峡線を通る在来線旅客列車の運行が全て終了する為。